# Lo Borg dau Chapduelh
Borg de Maisons (en francès Bourg-des-Maisons) és un municipi francès situat al departament de la Dordonya i a la regió de la Nova Aquitània.

## Demografia
| 1962                                       | 1968 | 1975 | 1982 | 1990 | 1999 | 2007 |
| ------------------------------------------ | ---- | ---- | ---- | ---- | ---- | ---- |
| 111                                        | 86   | 80   | 51   | 55   | 78   | 69   |
| Des de 1962: població sense dobles comptes |      |      |      |      |      |      |

## Administració
| Període | Identitat        | Partit |
| ------- | ---------------- | ------ |
| 1989-   | René Raspiengeas | PS     |